# Rio São Lourenço (vattendrag i Brasilien, Paraná)
Rio São Lourenço är ett vattendrag i Brasilien.   Det ligger i delstaten Paraná, i den södra delen av landet, 1 200 km söder om huvudstaden Brasília.
I omgivningen kring Rio São Lourenço växer i huvudsak städsegrön lövskog. Området är nästan obefolkat, med mindre än två invånare per kvadratkilometer.